# Église Notre-Dame de Beauvais-sur-Matha
L'église Notre-Dame-de-l'Assomption est une église située à Beauvais-sur-Matha, dans le département français de la Charente-Maritime en région Nouvelle-Aquitaine.

## Historique
L'église est classée au titre des monuments historiques par arrêté du 30 juin 1910.

## Galerie

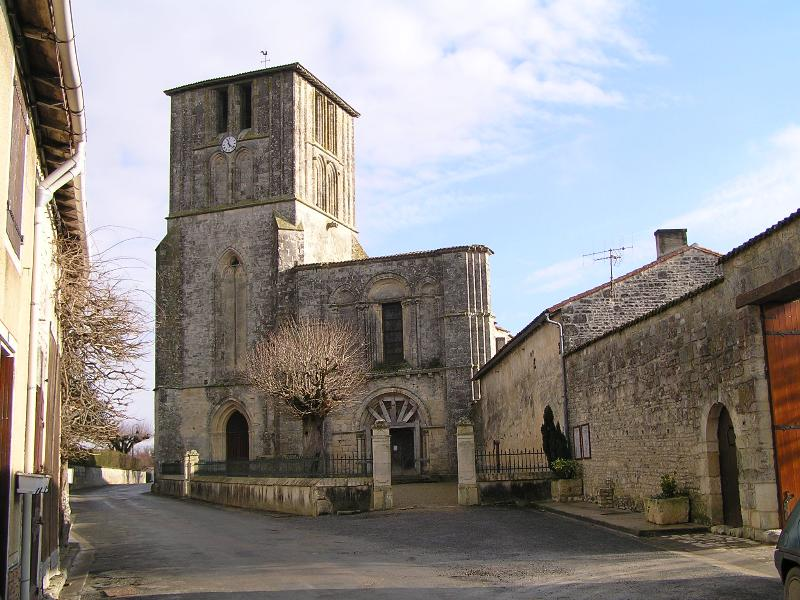
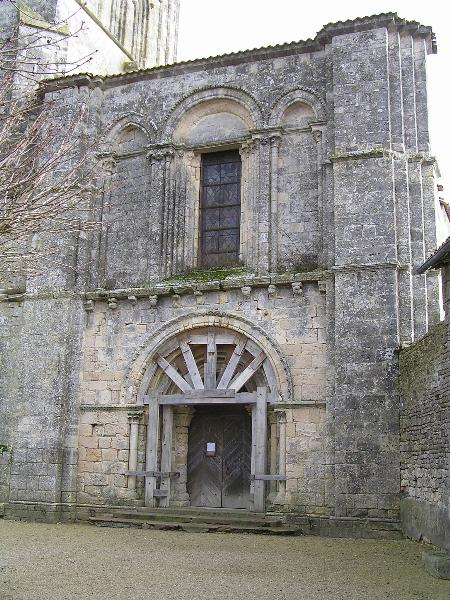
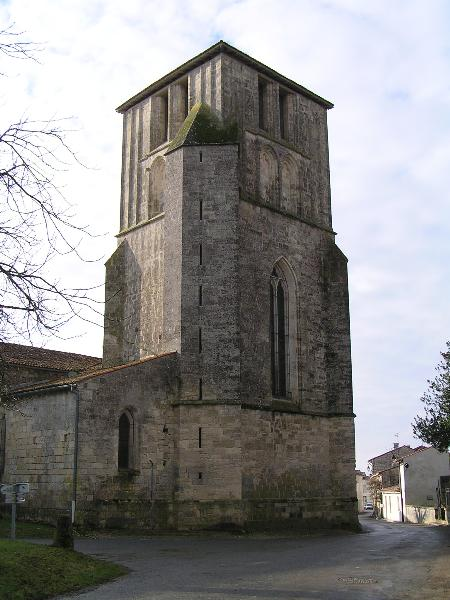
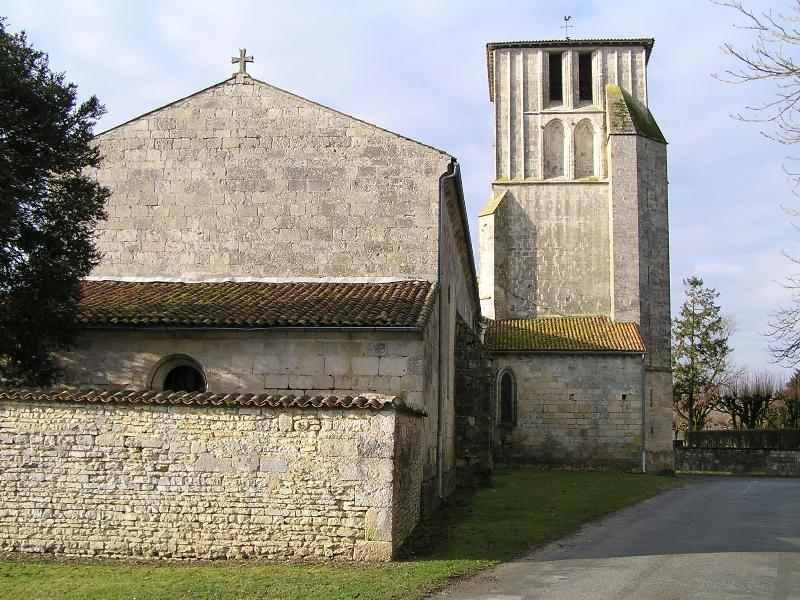